# Versailles (album)
Versailles je čtvrté studiové album skupiny Versailles. Bylo vydáno 26. září 2012.

## Seznam skladeb
| Disk 1 (CD) | Disk 1 (CD)              | Disk 1 (CD) | Disk 1 (CD)      | Disk 1 (CD) |
| Pořadí      | Název                    | Hudba       | Text             | Délka       |
| ----------- | ------------------------ | ----------- | ---------------- | ----------- |
| 1.          | Prelude                  | Kamijo      | Kamijo           | 1:35        |
| 2.          | Rose                     | Hizaki      | Kamijo           | 5:25        |
| 3.          | Rhapsody of the Darkness | Hizaki      | Kamijo           | 4:54        |
| 4.          | Edge of the World        | Teru        | Kamijo           | 5:17        |
| 5.          | Illusion                 | Kamijo      | Kamijo           | 5:07        |
| 6.          | Ajakaši (妖 -ayakashi-)  | Masaši      | Kamijo           | 4:37        |
| 7.          | Created Beauty           | Hizaki      | Hizaki           | 10:05       |
| 8.          | Holy Grail               | Hizaki      | (instrumentální) | 5:03        |
| 9.          | Brave                    | Teru        | Kamijo           | 4:33        |
| 10.         | Truth                    | Hizaki      | Kamijo           | 4:45        |
| 11.         | Sympathia                | Hizaki      | Kamijo           | 6:14        |

| Disk 2 (DVD, limitovaná edice) | Disk 2 (DVD, limitovaná edice)      | Disk 2 (DVD, limitovaná edice) | Disk 2 (DVD, limitovaná edice) | Disk 2 (DVD, limitovaná edice) |
| Pořadí                         | Název                               | Hudba                          | Text                           | Délka                          |
| ------------------------------ | ----------------------------------- | ------------------------------ | ------------------------------ | ------------------------------ |
| 1.                             | Ascendead Master Story I–III (film) |                                |                                |                                |
| 2.                             | Ascendead master (videoklip)        | Hizaki                         | Kamijo                         |                                |
| 3.                             | Serenade (videoklip)                | Hizaki                         | Kamijo                         |                                |
| 4.                             | Destiny (videoklip)                 | Kamijo                         | Kamijo                         |                                |
| 5.                             | Philia (videoklip)                  | Hizaki                         | Kamijo                         |                                |
| 6.                             | Masquerade (videoklip)              | Kamijo                         | Kamijo                         |                                |
| 7.                             | Vampire (videoklip)                 | Kamijo                         | Kamijo                         |                                |